# Доходный дом Шведской церкви
Доходный дом Шведской церкви — памятник архитектуры. Расположен в Центральном районе Санкт-Петербурга, современный адрес дома — Малая Конюшенная улица, 1-3.

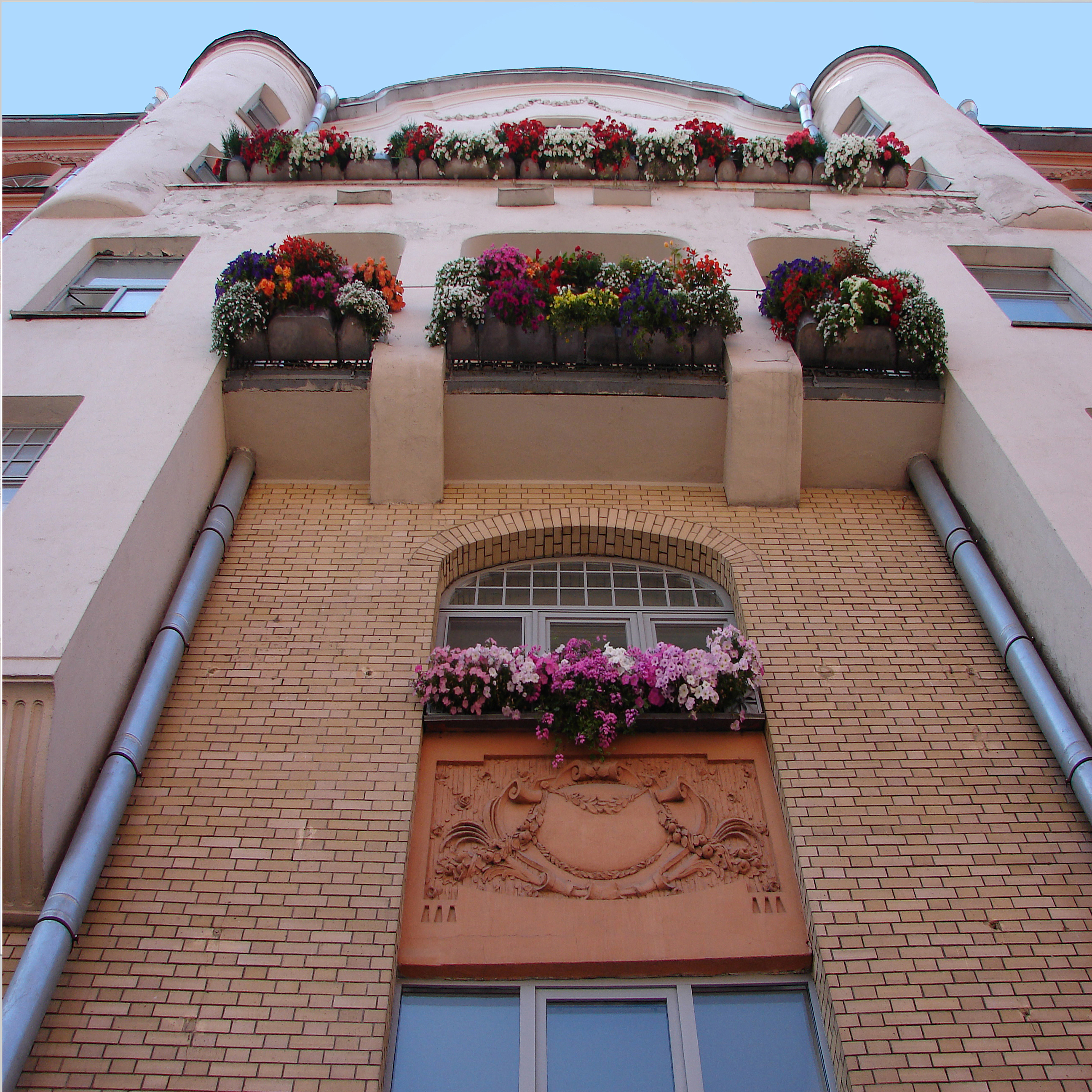
Центральный фрагмент

Шестиэтажный дом с дворовым флигелем и концертным залом рядом со зданием евангелическо-лютеранской Шведской церкви Св. Екатерины был спроектирован Ф. И. Лидвалем к 28 ноября 1903 года, построен в 1904—1905 годах, в постройке участвовали С. В. Беляев и О. О. фон Витте.
В главном здании было спроектировано четыре магазина и 4-8 комнатные квартиры, окнами выходившие и во двор, и на улицу. Фасад здания симметричен, с сильно выделенным центром: между двумя прямоугольными эркерами поверху идёт широкий балкон, с которым сцеплены столбики ниже расположенного балкона-лоджии, по углам композиции добавлены цилиндрические эркеры-башенки с куполами и небольшими шпилями. На боковых частях сделаны трёхгранные эркеры и плоские псевдоэркеры по краям с пилястрами и разорванными фронтонами. Нижние два этажа (псевдо-цоколь) облицованы светло-серым силикатным кирпичом, простенки первого этажа облицованы грубо обработанным гранитом, в нём видны открытые металлические балки. Верхний этаж (псевдо-аттик) украшен орнаментальной разделкой. В декоре использована шероховатая штукатурка и отсылки к стилю барокко — обрамления окон и картуши, средний фронтон, завершения боковых эркеров и порталы из горшечного камня. Для оформления фасада использована как гладкая, так и фактурная штукатурка разного цвета и облицовочная светло-жёлтая глазурованная плитка.
На лестницах было установлено 5 автоматических электрических лифта фирмы производства «Лют и Росен», которые установила контора А. Герлица.
Согласно первому исследователю творчества Лидваля А. А. Олю дом почти не содержит признаков модерна, стремится к формам классики; по мнению Б. М. Кирикова, это не так, и скорее можно говорить о вариации на тему северного модерна.
Через двор к флигелю с концертным залом на 460 мест идёт крытый проход. В фасаде залу соответствуют пять высоких арочных окон, лестница — ступенчатые узкие окна. В зале проходили диспуты, вечера и выставки, необязательно связанные с шведской диаспорой. С 1944 года здание занимает дом культуры (Дом культуры трудовых резервов, Дом культуры учащихся проф.-тех. заведений, с 2012 года — Дворец учащейся молодежи).

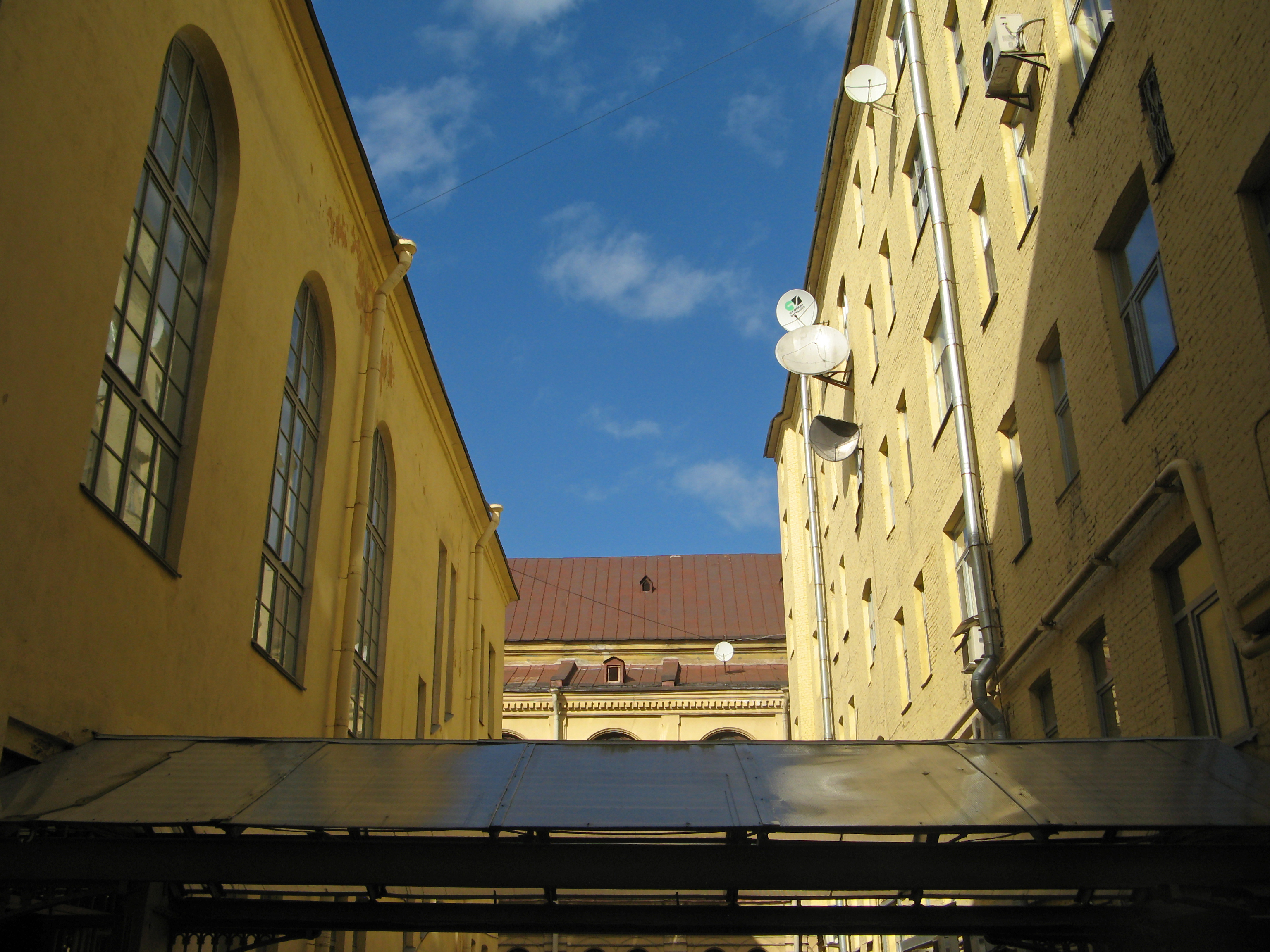
Переход и окна зала
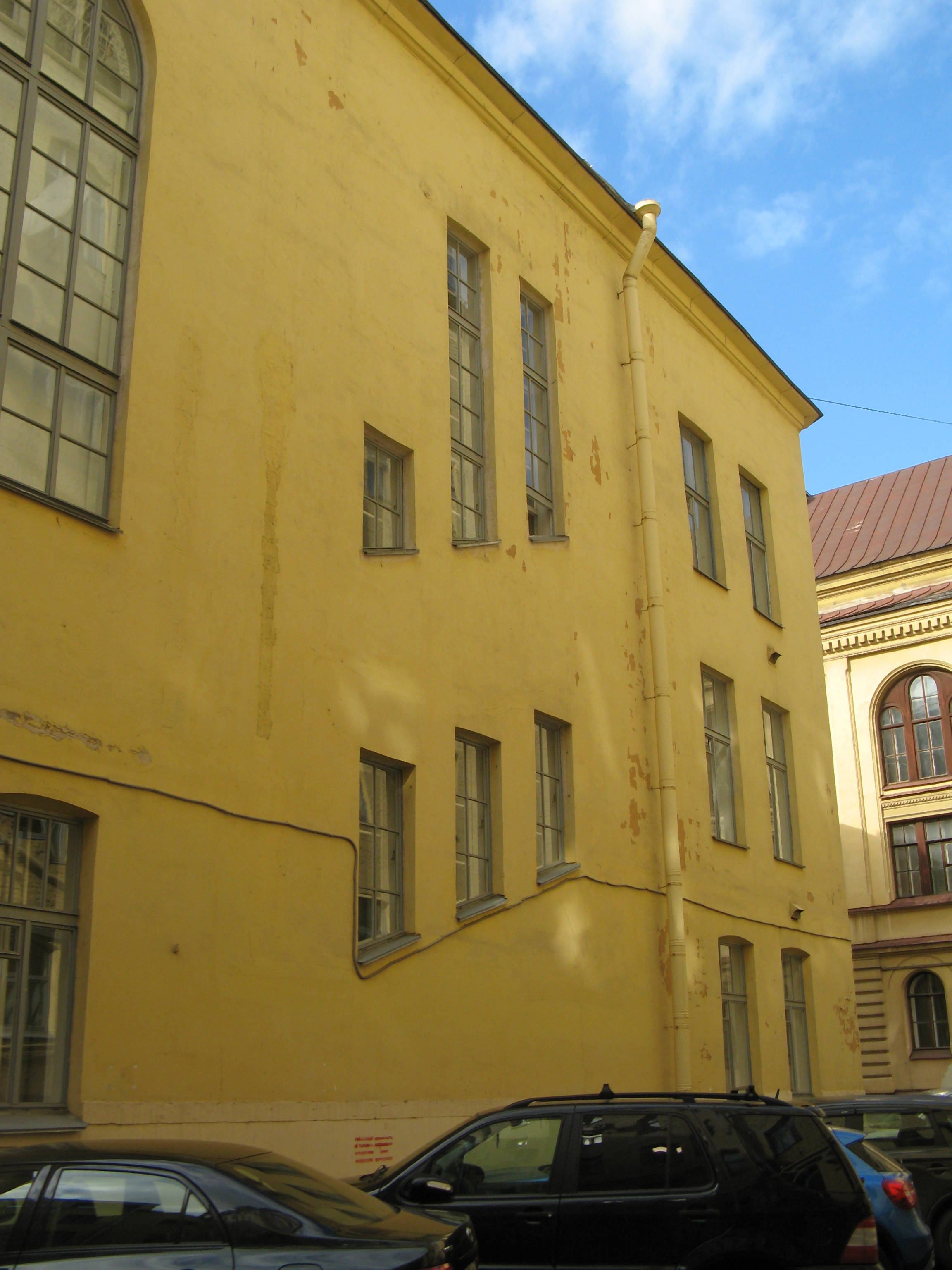
Лестничные окна
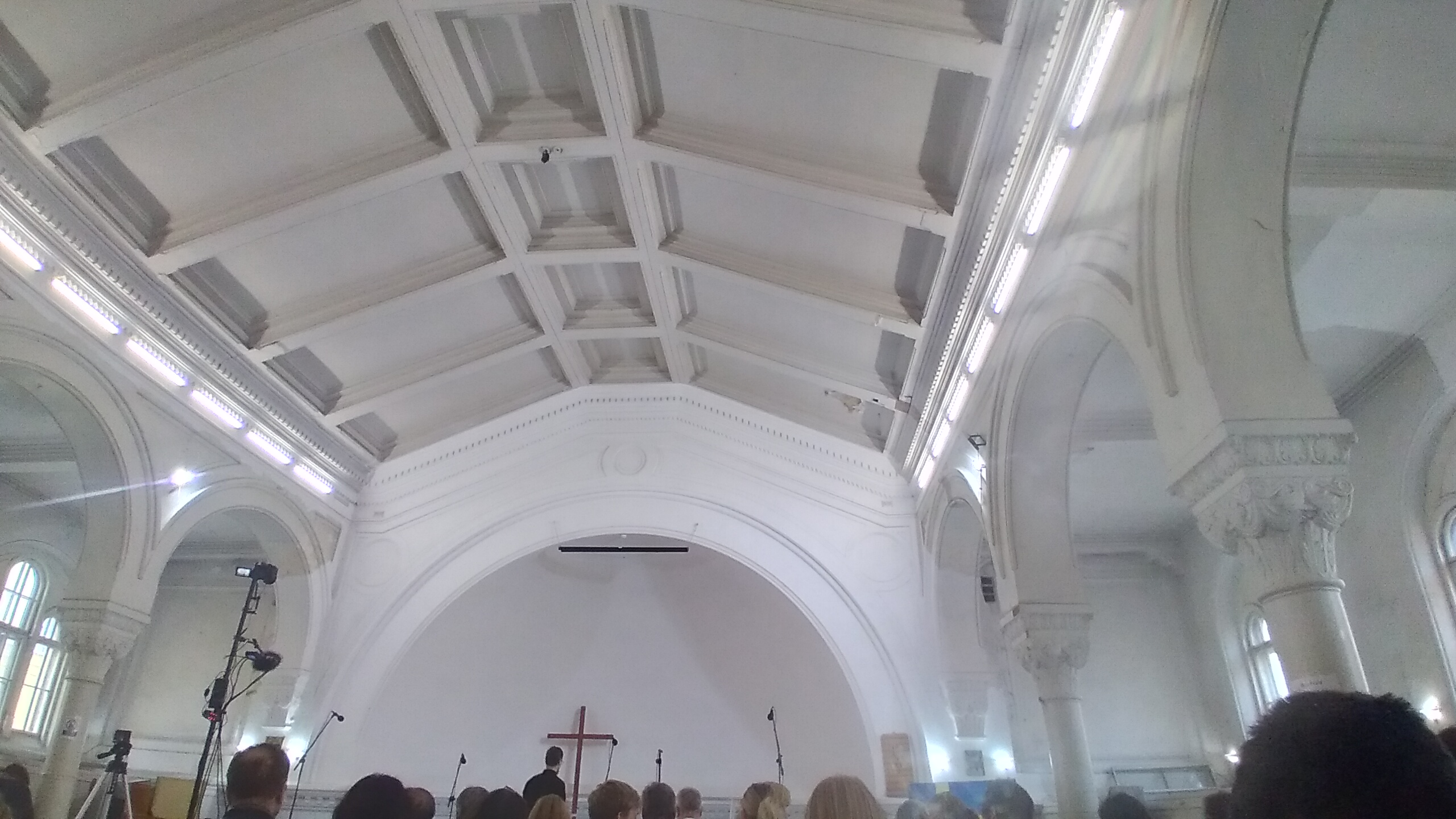
Интерьеры концертного зала